# Richton Park (Illinois)
Richton Park es una villa ubicada en el condado de Cook en el estado estadounidense de Illinois. En el Censo de 2010 tenía una población de 13646 habitantes y una densidad poblacional de 1.319,17 personas por km².

## Geografía
Richton Park se encuentra ubicada en las coordenadas 41°28′50″N 87°44′8″O / 41.48056, -87.73556. Según la Oficina del Censo de los Estados Unidos, Richton Park tiene una superficie total de 10.34 km², de la cual 10.31 km² corresponden a tierra firme y (0.3%) 0.03 km² es agua.

## Demografía
Según el censo de 2010, había 13646 personas residiendo en Richton Park. La densidad de población era de 1.319,17 hab./km². De los 13646 habitantes, Richton Park estaba compuesto por el 12.7% blancos, el 82.4% eran afroamericanos, el 0.11% eran amerindios, el 1% eran asiáticos, el 0.06% eran isleños del Pacífico, el 1.19% eran de otras razas y el 2.55% pertenecían a dos o más razas. Del total de la población el 3.5% eran hispanos o latinos de cualquier raza.

## Educación
El Distrito Escolar 159 gestiona escuelas primarias y secundarias (middle schools) públicas que sirven a partes de Richton Park.